# مرد ژله‌ای
امین دهقانی با نام مستعار مرد ژله‌ای مرد ۲۲ ساله ایرانی بود که از سوی قوه قضاییه ایران به نام «امین د» معرفی شد. او در ۷ شهریور ۱۳۹۴ دستگیر شد. در آن زمان فرمانده پلیس استان فارس گفت که متهم طی دو سال بارها وارد منازل مردم در منطقه‌ای در جنوب شیراز شده، لباس زنان را در هنگام خواب پاره کرده و در یک مورد هم مرتکب تجاوز به عنف شده است.
این متهم به ۱۰۰ مورد ورود غیرقانونی به منازل مردم در ساعات نیمه‌شب اعتراف کرده بود. او از ۱۲ شب تا ۵٫۳۰ بامداد ضمن ورود غیرقانونی به منازل تعداد زیادی از شهروندان شیراز اقدام به سرقت و تجاوز جنسی می‌کرده است.
دلیل مشهور شدن این فرد به مرد ژله‌ای این بوده است که پیش از ارتکاب جرم بدن خود را چرب می‌کرده تا کسی نتواند او را بگیرد.

## دادگاه و اعدام
در ۲۷ مهر ۱۳۹۴ قرار مجرمیت وی صادر و‌ در ۲۶ دی ۱۳۹۴ در شعبه اول دادگاه انقلاب حکم اعدام صادر شد که پس از اعتراض وارده، پرونده در شعبه ۱۱ دیوان عالی کشور رسیدگی و رای مورد تأیید قرار گرفت. سرانجام در ۱۶ خرداد ۱۳۹۵ به اتهام فساد فی الارض و زنای به عنف در شهر شیراز و در ملاء عام اعدام شد.